# Tatranská romance
Pour plus de détails, voir Fiche technique et Distribution.
Tatranská romance est un film tchécoslovaque de 1934 réalisé par Josef Rovenský. Il fut présenté en compétition à la Mostra de Venise 1935.

## Fiche technique
- Titre original : Tatranská romance
- Autres titres : Píseň domova, Tatra - Romanz
- Titre allemand : Das Lied der Heimat
- Titre italien : La romanza dei Tatra
- Réalisateur : Josef Rovenský
- Assistant réalisateur : Václav Dražil
- Scénario : Josef Rovenský, Pavel Ludikar (cs), Hans Dorazil
- Directeurs de la photographie : Josef Bulánek, Karel Degl (cs)
- Montage : Jan Kohout
- Musique : Josef Dobeš
- Orchestre : Orchestre symphonique de Prague
- Décorateur : Vilém Rittershain (cs)
- Photographe : Willy Ströminger
- Production : Elekta-Film
- Tournage : Studios Barrandov
- Son : mono (Tobis Klangfilm[2]
- Couleur : Noir et blanc
- Longueur : 2271 mètres
- Dates de sortie :
  -  Royaume d'Italie : 1935
  -  Reich allemand : 1935
  -  Tchécoslovaquie : 1er avril 1935

## Distribution
- Pavel Ludikar (cs)
- Arno Velecký
- Jiřina Štěpničková
- Ilona Esterházy
- Světla Svozilová (cs)
- Antonín Soukup
- Emanuel Hríbal
- Markéta Krausová
- Josef Kytka
- Bohdan Lachman
- Ella Nollová (cs)
- Karel Schleichert
- Jaroslav Tryzna